# Castello del Trebbio
Il Castello del Trebbio si trova in provincia di Firenze, nel comune di Pontassieve, frazione di Santa Brigida.
Appartenuto alla famiglia dei Pazzi, il nucleo più antico è stato costruito anteriormente al XII sec. Acquistato dalla famiglia Baj Macario nel 1968, è adesso una residenza privata con attività vitivinicola,  agrituristica, e di visita.

## Storia
Il castello sorge sull'antico feudo di Monte Croce, possesso dei conti Guidi e dove "ebbero signoria i vescovi di Firenze" nel XII° sec.
La sua posizione di crinale ripete quella della grande fortezza che i Guidi avevano eretto sul Monte di Croce e che si intravede alle spalle del Castello del Trebbio, a est, oltre la vallata.
La prima testimonianza del toponimo è datata 1184 e riguarda la parte centrale, una modesta fortificazione altomedievale.
Fra il XII e il XIV secolo i Pazzi acquisirono il controllo o la proprietà di tutti i terreni circostanti e fecero del Trebbio la loro roccaforte principale nel cuore del contado.
Dal Registro delle imbreviature di ser Bernardo Cassi, risulta che, al 1311, la vedova Domina di Lapo di Litifredo de' Pazzo, e i due figli maschi Bindo e Bartolomeo possedevano nei popoli di Santa Brigida, Santa Maria a Fornello e San Martino a Lubaco una grande proprietà fondiaria composta da 27 appezzamenti di terra, su cui sorgevano 21 case coloniche, e facevano coltivare anche numerose proprietà feudali che i Guidi avevano ceduto al vescovo di Firenze, passati successivamente ai Pazzi.
Nel 1478, dopo la congiura dei Pazzi contro i Medici, il castello fu confiscato da Lorenzo de' Medici, ma tornò più tardi ai Pazzi che lo tennero fino al secolo XVIII.

## Descrizione

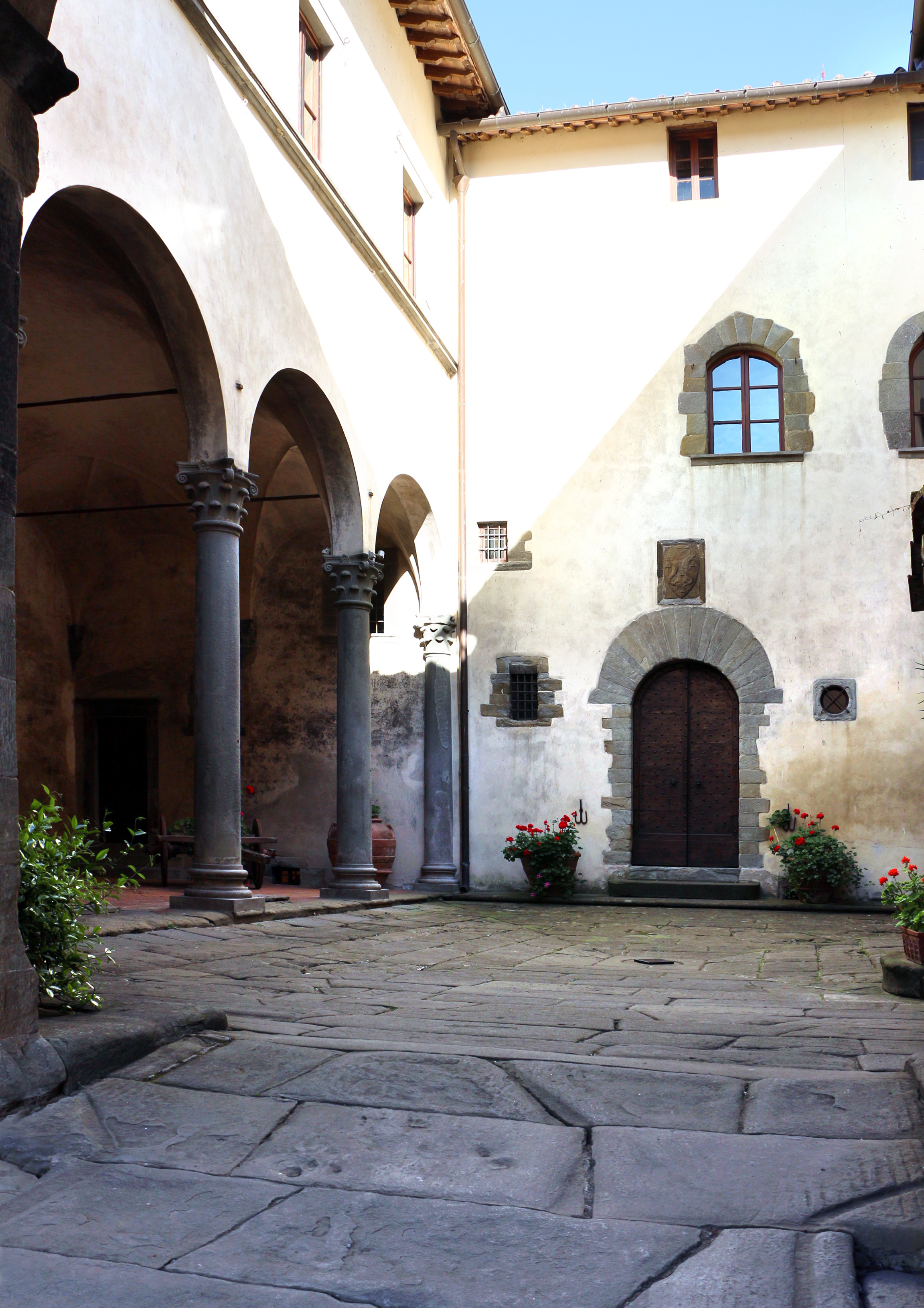
Il cortile

L'impianto fortilizio è rettangolare e si articola attorno al cortile, per il quale vi è un solo accesso da una porta che si apre al centro della cortina muraria del fronte rivolto a valle a protezione della quale si trova una torre aperta. Alle estremità della stessa cinta muraria sorgono due torri quadrate. Parte della cortina muraria e delle torri sono ancora dotate di apparato a sporgere sorretto da beccatelli in pietra e dalla merlatura realizzata in mattoni.
Nel Quattrocento viene realizzato un doppio loggiato nel cortile, che ingentilisce la severità delle proporzioni dell'edificio. Sugli angoli della facciata vi sono dei camminamenti coperti dotati di caditoie, e sul lato Nord si apre il portale della cappella
Sopra l'altare della cappella posta sul tergo sinistro, si trovava l'affresco della Madonna di casa Pazzi di Andrea del Castagno.